# Заргами, Сима
Сима Заргами (англ. Cyma Zarghami, перс. سیما ضرغامی‎) — американский предприниматель иранского происхождения в сфере кабельного телевидения; с 2006 по 2018 год президент подразделения Viacom, компании Nickelodeon.

## Биография
Сима Заргами родилась 15 декабря 1962 года в иранском городе Абадан в семье иранского отца Голама и матери-шотландки Кэтрин. Позже её семья переехала в Канаду, а после они поселились в Энглвуде, штат Нью-Джерси, США, где она окончила школу Дуайта-Энглвуда и стала лауреатом премии выдающихся выпускников школы в 1980 году.
В 1980 году Заргами поступила в Вермонтский университет на специальность «начальное образование», но позже сменила специальность на «английский язык». Тем не менее, Заргами вскоре покинула университет, но позже была награждена почётным дипломом Вермонтского университета в 2000 году.

### Карьера
В 1985 году Заргами присоединилась к Nickelodeon, начав свою работу в компании в качестве клерка по планированию. В 1996 году она перешла в отдел программирования и стала генеральным директором канала, курируя программирование, планирование, маркетинг и повседневное управление каналом. В 1997 году Заргами была повышена до исполнительного вице-президента.
В 2004 году для Заргами была создана должность президента Nickelodeon Television, где она курировала производство и развитие канала, а также маркетинг, программирование и творческую деятельность.
После отставки Херба Сканнелла, как президента Nickelodeon, 5 января 2006 года Заргами заняла его пост, сформировав объединение Kids & Family, в которую входили Nickelodeon, Nick@Nite, Nick Jr, TeenNick, Nicktoons, TV Land, CMT и CMT Pure Country.
4 июня 2018 года Заргами ушла с поста президента Nickelodeon, проработав на канале 33 года. Осенью 2018 года её должность занял режиссёр и продюсер Брайан Роббинс.

### Личная жизнь
Сима Заргами замужем за режиссёром-постановщиком, Джорджем Обергфоллом, от которого имеет трёх сыновей; в настоящее время проживает в Нью-Йорке.